# Touché
Touché — немецкий коллектив, созданный Дитером Боленом, написавшим большую часть музыки и текстов для проекта. Группа состояла из 5 парней. Самый большой успех пришел в 1998 г. после того, как в свет вышел сингл «This Goodbye Is Not Forever», который попал в топ-30 немецкого хит-парада.
Группа распалась в 2001 году после пяти лет своего существования, запомнившись такими песнями, как «This Goodbye Is Not Forever», «I’ll Give You My Heart» и «I Can’t Get No Sleep».
Группа решила воссоединиться в 2012 году под названием Two Shay. Большинство людей считают, что такое решение было продиктовано попыткой звучать «остро».
За свою историю коллектив Touché гастролировал по Европе, в Китае, Марокко, Казахстане, Северной и Южной Америке.

## Альбомы
- Part One (1997)
- Kids in America (1998)
- Another Part of Us (2000)

## Синглы
- I Can’t Get No Sleep (1997)
- I Want You Back, I Want Your Heart (1997)
- I’ll Give You My Heart (1998)
- Y.M.C.A." feat. Krayzee (1998)
- This Goodbye Is Not Forever (1998)
- Kids in America (1999)
- Dinner in Heaven (1999)
- Heaven is for Everyone (2000)
- Can’t Hurry Love (2002)

## Похожие исполнители
’N Sync

Take That

Backstreet Boys